# Saint-Pathus

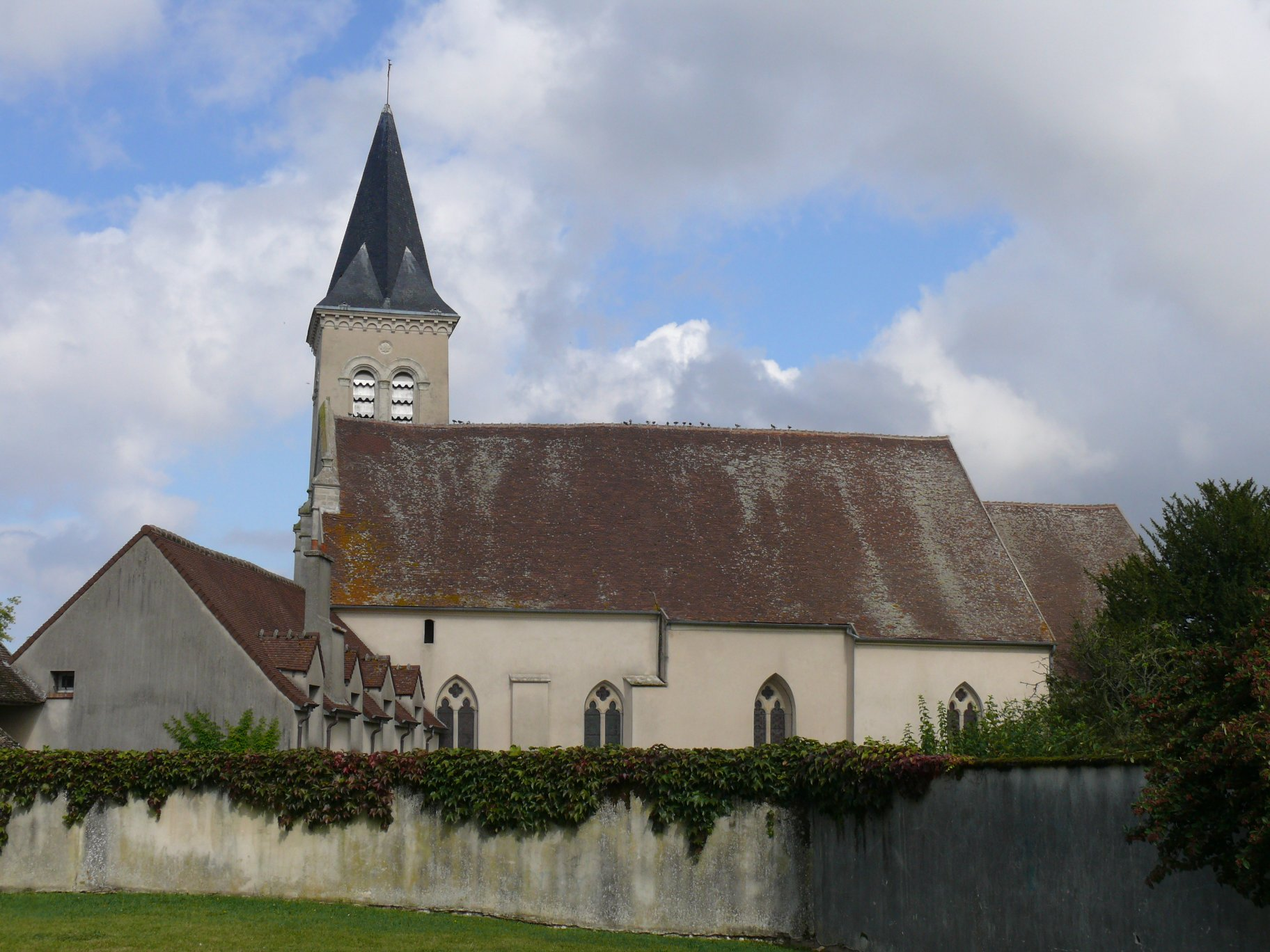
Kirche in Saint Pathus (2014)

 Saint-Pathus  ist eine französische Gemeinde mit 6478 Einwohnern (Stand 1. Januar 2022) im Département Seine-et-Marne der Region Île-de-France. Sie gehört zum Arrondissement Meaux und zum Kanton Mitry-Mory (bis 2015: Kanton Dammartin-en-Goële).
Nachbargemeinden von Saint-Pathus sind Silly-le-Long im Norden, Ognes im Nordosten, Oissery im Osten, Forfry und Gesvres-le-Chapitre im Südosten, Saint-Soupplets im Süden, Marchémoret im Südwesten, Rouvres im Westen sowie Lagny-le-Sec und Le Plessis-Belleville im Nordwesten.

## Bevölkerungsentwicklung
| Jahr      | 1962 | 1968 | 1975 | 1982 | 1990 | 1999 | 2007 |
| Einwohner | 325  | 342  | 1295 | 2921 | 4515 | 4828 | 5258 |

## Sehenswürdigkeiten
Siehe auch: Liste der Monuments historiques in Saint-Pathus
- Kirche St. Pathus (12. Jahrhundert), Monument historique[1]